# Гетто в Плоцке
Гетто в Плоцке — еврейское гетто, созданное нацистами в период оккупации Польши во время Второй мировой войны в городе Плоцк. Существовало с 1 сентября 1940 года по 1 марта 1941 года.

## История

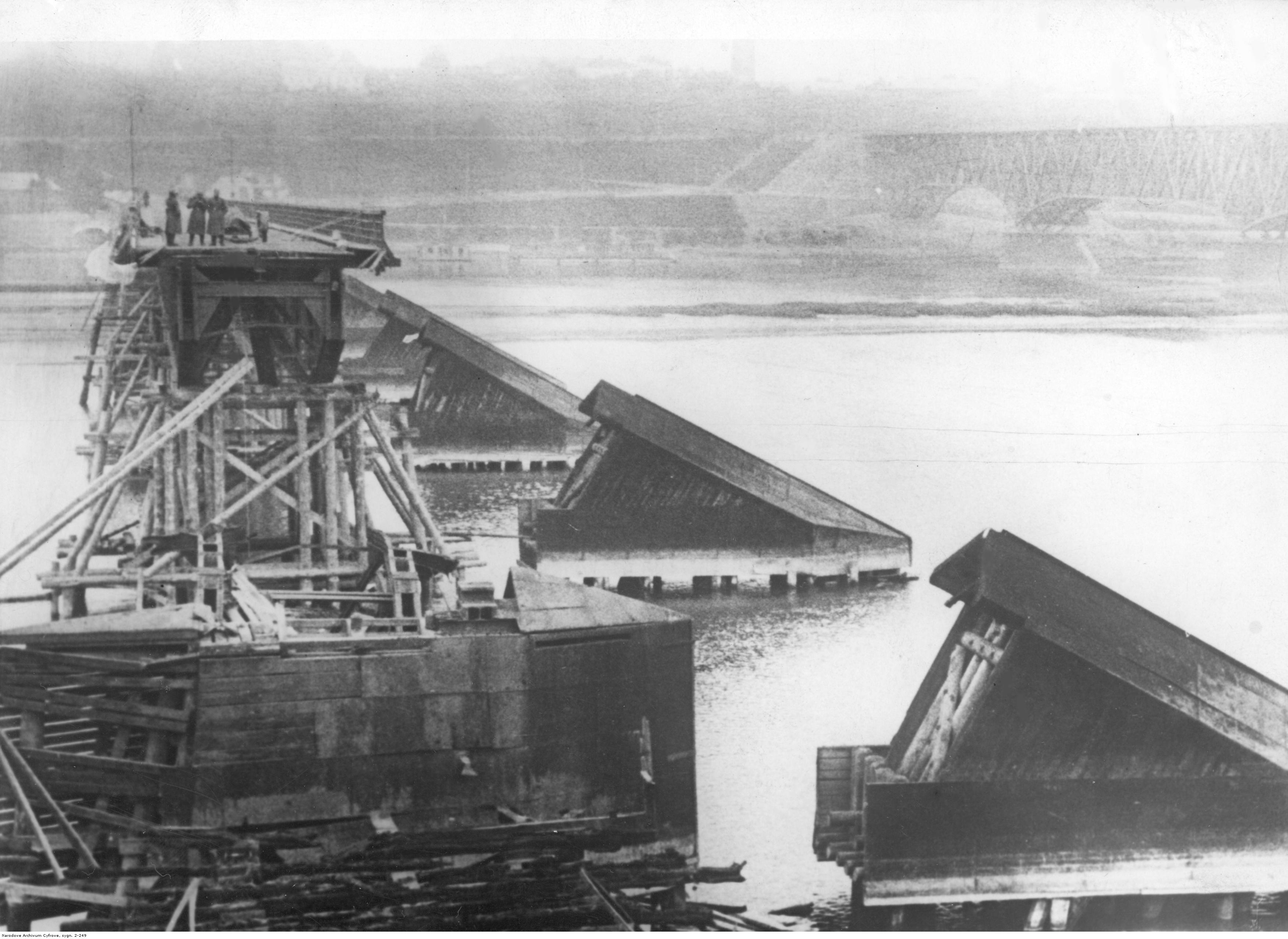
Разрушенный мост в Плоцке во время вторжения немецких войск в сентябре 1939 года

Плоцк подвергся бомбардировке в 6 утра 1 сентября 1939 года. Часть жителей города, многие из которых были евреями, покинули его, направившись в Варшаву, Гомбин и Гостынин. Плоцк был оккупирован нацистами 8 сентября 1939 года. Через некоторое время в город начали возвращаться еврейские беженцы. Практически сразу после оккупации в Плоцке запретили проводить религиозные обряды. Большую синагогу превратили в гараж, а малую, возрастом в несколько сотен лет, разрушили.
8 октября Плоцк был включен в состав Рейха и переименован в Шрёттерсбург. Власть в городе была передана от военных к гражданским и гестапо, вместе с этим началось ужесточение политики по отношению к евреям. В середине октября оккупанты потребовали с общины выкуп в миллион злотых, взяв в заложники трёх известных её членов. Сумма должна была быть выплачена в течение нескольких часов. Когда этого не произошло, нацисты взяли ещё заложников и подвергли их пыткам. Заложники были отпущены только после того, как еврейская община смогла выплатить 180 000 злотых наличными, 20 000 — в виде различных ценностей и 500 000 — в векселях трех еврейских банков. В конце октября все еврейские мастерские и предприятия были переданы немецким и польским «трейгандерам» (государственным попечителям).
В одну из ноябрьских ночей нацисты ворвались в дома евреев и подвергли их грабежу. Сотни мужчин без одежды и обуви были согнаны во двор «Отеля д’Англетер», где их подвергли пыткам. Часть евреев вывезли в деревню Ядзёвия, где закопали в землю по шею и бросили. Позже их спасли местные жители.
В конце ноября евреев Плоцка обязали желтые нашивки спереди и сзади на пальто.
Юденрат, а вместе с ним и вспомогательная еврейская полиция были созданы в Плоцке в конце декабря 1939 года. Юденрат для принудительных работ каждый день был обязан поставлять 150 еврейских женщин в возрасте от 16 до 60 лет. Помимо этого, оккупанты в любой момент могли согнать евреев для использования их труда в своих целях. Особенно тяжелым положение было у тех, кого принуждали в работе на СС и жандармерию — они постоянно подвергались избиениям и пыткам.

## Гетто
Гетто в Плоцке нацисты организовали 1 сентября 1940 года. Оно располагалось на улицах: Квятка, Тылна, Синагогальная, Ерозолимская, Нецала и частично на Бельска. Узниками гетто стали 7600 евреев Плоцка и около 3000 беженцев из близлежащих городов: Рыпина, Рацёнжа, Млавы, Серпца. Покинуть его можно было только по специальному пропуску. На территории гетто много зданий было разрушено, поэтому узники иногда жили по 10 человек в одной комнате. В это же время или чуть ранее нацисты изгнали из дома престарелых «Платон» 42 его обитателя, 30 из которых были переведены в концлагерь Дзялдово и там убиты.
Позже оккупанты обязали юденрат предоставить списки инвалидов, психически и неизлечимо больных. Все они были вывезены нацистами из города. Вместе с тем юденрат делал все возможное для улучшения жизни узников гетто. Были открыты пекарня, продуктовые магазины, народная кухня, больница. Санитарный комитет старался обеспечить чистоту и гигиену в гетто. Продолжали работать кооперативы парикмахеров, сапожников и портных.
В январе 1941 года гестапо арестовало в гетто 39 мужчин и 120 женщин. Их содержали, периодически пытая, в тюрьме вплоть до ликвидации гетто. Тогда мужчин расстреляли, а женщин выслали вместе с остальными депортированными. Позже нацисты обязали юденрат предоставить им списки «активных сионистов», таковые были подготовлены, но в них были включены умершие или бежавшие от немцев на советскую территорию. В результате оккупанты расстреляли одного работника еврейской гостиницы, ещё четверых отправили в трудовой лагерь. Чуть позже нацисты арестовали 30 работников парикмахерского кооператива. Часть из них убили в тюрьме, остальных отправили в концлагерь Дзядлово. Ближе к концу февраля нацисты арестовали в гетто 25 случайных человек, вывезли их из города и расстреляли.

## Ликвидация гетто
Ликвидация гетто в Плоцке началась в ночь с 20 на 21 февраля 1941 года. Операция носила название «Темпо». Её проводили 13-й батальон СС и шупо. Местных еврейских полицейских избили дубинками и доставили в гестапо. Гетто оцепили. Солдаты СС ворвались в больницу гетто и приказали всем пациентам покинуть её в течение пяти минут. Потрясённые старики и больные расплакались. Эсэсовцы забили до смерти почти половину из них.
Всем евреям Плоцка было приказано собраться на сборном пункте. Нацисты быстро обходили дом за домом и выгоняли их жителей на улицу. Тех, кто колебался сбрасывали с лестниц и ударами железных прутьев, прикладов подгоняли к месту сбора. На месте узников гетто, которых собралось около четырёх тысяч, выстроили по пять в человек ряд и оставили до полудня без воды и еды. Евреям было запрещено садиться или покидать свои места. Узников гетто жестко избивали. Многих тяжело ранили, а некоторых — убили. Во время погрузки в грузовики, тех, кто с трудом мог забраться в них, стариков и больных, жестоко избивали. В каждую машину набивали до 200 человек. В этот день в концлагерь Дзядлово было депортировано около 4000 евреев. Остальным было приказано вернуться домой.
1 марта 1941 года состоялся второй этап ликвидации гетто в Плоцке, который сопровождался той же жестокостью со стороны нацистов, что и первый. На этот раз высылки из города узники гетто ждали на морозе и без еды почти сутки. Из города было выслано около 6000 человек. Десятки евреев погибли во время их перевозки в Дзядлово. Там нацисты продолжили издеваться над узниками. Многие из евреев погибли в концлагере от пыток, холода и голода.